# Ceratopogon cinaedicus
Ceratopogon cinaedicus är en tvåvingeart som beskrevs av Art Borkent och Eileen D. Grogan 1995. Ceratopogon cinaedicus ingår i släktet Ceratopogon och familjen svidknott.
Artens utbredningsområde är Colorado. Inga underarter finns listade i Catalogue of Life.